# Poireau vinaigrette

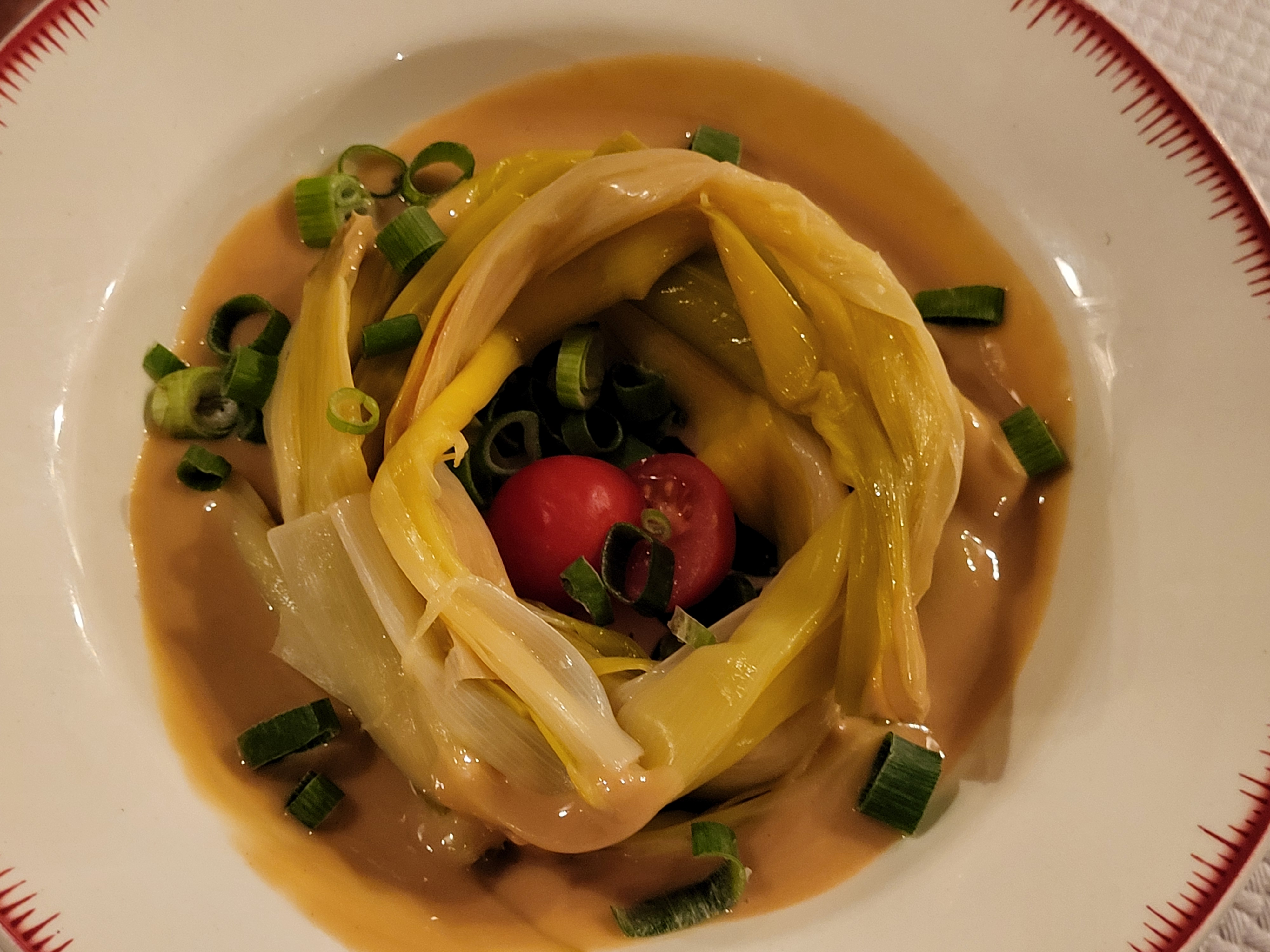
Poireau vinaigrette

Le poireau vinaigrette est un plat traditionnel de la cuisine française.
C'est un plat français classique, souvent servi dans les cafés et bistrots traditionnels.
Pour préparer le plat, une vinaigrette à la moutarde est servie sur des poireaux bouillis. Le plat est parfois garni de persil haché et d'œuf dur, et servi avec du saumon fumé.